# لوکا دانچیچ
لوکا دانچیچ (انگلیسی: Luka Dončić؛ زادهٔ ۲۸ فوریهٔ ۱۹۹۹) بازیکن بسکتبال اهل اسلوونی می‌باشد. وی بازیکن تیم ملی بسکتبال اسلوونی و تیم لس آنجلس لیکرز در NBA است. او عملکرد بسیار خیره کننده‌ای،در جریان مسابقات المپیک ۲۰۲۰ توکیو در عضویت تیم ملی بسکتبال اسلونی از خود به نمایش گذاشت.
لوکا دانچیچ با هفتاد امتیاز در یک بازی پر امتیاز آورترین بازیکن دالاس ماوریکس است.

## جزئیات عملکرد

### NBA

#### فصل عادی
| سال      | تیم      | بازی‌های انجام داده | بازی‌های انجام داده به عنوان بازیکن شروع‌کننده | میانگین دقایق بازی | درصد پرتاب منطقه‌ای٪ | درصد پرتاب منطقه‌ای ۳ امتیازی٪ | درصد پرتاب آزاد٪ | میانگین ریباندها در هر بازی | میانگین پاس‌های منجر به امتیاز در هر بازی | میانگین توپ ربایی‌ها در هر بازی | میانگین بلاک‌ها در هر بازی | میانگین امتیازات در هر بازی |
| -------- | -------- | ------------------ | -------------------------------------------- | ------------------ | ------------------- | ----------------------------- | ---------------- | --------------------------- | ---------------------------------------- | ------------------------------ | ------------------------- | --------------------------- |
| ۲۰۱۸–۱۹  | دالاس    | ۷۲                 | ۷۲                                           | ۳۲٫۲               | .۴۲۷                | .۳۲۷                          | .۷۱۳             | ۷٫۸                         | ۶٫۰                                      | ۱٫۱                            | .۳                        | ۲۱٫۲                        |
| ۲۰۱۹–۲۰  | دالاس    | ۶۱                 | ۶۱                                           | ۳۳٫۶               | .۴۶۳                | .۳۱۶                          | .۷۵۸             | ۹٫۴                         | ۸٫۸                                      | ۱٫۰                            | .۲                        | ۲۸٫۸                        |
| عملکرد   | عملکرد   | ۱۳۳                | ۱۳۳                                          | ۳۲٫۸               | .۴۴۵                | .۳۲۱                          | .۷۳۷             | ۸٫۵                         | ۷٫۳                                      | ۱٫۰                            | .۳                        | ۲۴٫۷                        |
| آل-استار | آل-استار | ۱                  | ۱                                            | ۱۸٫۰               | .۵۰۰                | .۴۰۰                          | –                | ۱٫۰                         | ۴٫۰                                      | ۱٫۰                            | .۰                        | ۸٫۰                         |

### یورولیگ
|  | نشان دهندهٔ فصلی است که در آن تیم دانچیچ موفق به قهرمانی در یورولیگ شده‌است. |
|  | پیشتاز لیگ                                                                 |

| سال      | تیم         | بازی‌های انجام داده | بازی‌های انجام داده به عنوان بازیکن شروع‌کننده | میانگین دقایق بازی | درصد پرتاب منطقه‌ای٪ | درصد پرتاب منطقه‌ای ۳ امتیازی٪ | درصد پرتاب آزاد٪ | میانگین ریباندها در هر بازی | میانگین پاس‌های منجر به امتیاز در هر بازی | میانگین توپ ربایی‌ها در هر بازی | میانگین بلاک‌ها در هر بازی | میانگین امتیازات در هر بازی | میزان کارایی عملکرد |
| -------- | ----------- | ------------------ | -------------------------------------------- | ------------------ | ------------------- | ----------------------------- | ---------------- | --------------------------- | ---------------------------------------- | ------------------------------ | ------------------------- | --------------------------- | ------------------- |
| ۱۶–۲۰۱۵  | رئال مادرید | ۱۲                 | ۰                                            | ۱۱٫۱               | .۴۰۷                | .۳۱۳                          | .۸۸۲             | ۲٫۳                         | ۲٫۰                                      | .۲                             | .۳                        | ۳٫۵                         | ۶٫۲                 |
| ۱۷–۲۰۱۶  | رئال مادرید | ۳۵                 | ۱۵                                           | ۱۹٫۹               | .۴۳۳                | .۳۷۱                          | .۸۴۴             | ۴٫۵                         | ۴٫۲                                      | .۹                             | .۲                        | ۷٫۸                         | ۱۳٫۳                |
| ۱۸–۲۰۱۷† | رئال مادرید | ۳۳                 | ۱۷                                           | ۲۵٫۹               | ۴۵۱                 | .۳۲۹                          | .۸۱۶             | ۴٫۸                         | ۴٫۳                                      | ۱٫۱                            | .۳                        | ۱۶٫۰                        | ۲۱٫۵                |
| عملکرد   | عملکرد      | ۸۰                 | ۳۲                                           | ۲۱٫۰               | .۴۴۳                | .۳۴۴                          | .۸۲۸             | ۴٫۳                         | ۳٫۹                                      | .۹                             | .۳                        | ۱۰٫۶                        | ۱۵٫۶                |

### لیگ آ س ب
به نقل از ACB.com
|  | نشان دهندهٔ فصلی است که در آن تیم دانچیچ موفق به قهرمانی در لیگ آ س ب شده‌است. |

| سال     | تیم         | بازی‌های انجام داده | بازی‌های انجام داده به عنوان بازیکن شروع‌کننده | میانگین دقایق بازی | درصد پرتاب منطقه‌ای٪ | درصد پرتاب منطقه‌ای ۳ امتیازی٪ | درصد پرتاب آزاد٪ | میانگین ریباندها در هر بازی | میانگین پاس‌های منجر به امتیاز در هر بازی | میانگین توپ ربایی‌ها در هر بازی | میانگین بلاک‌ها در هر بازی | میانگین امتیازات در هر بازی | میزان کارایی عملکرد |
| ------- | ----------- | ------------------ | -------------------------------------------- | ------------------ | ------------------- | ----------------------------- | ---------------- | --------------------------- | ---------------------------------------- | ------------------------------ | ------------------------- | --------------------------- | ------------------- |
| ۱۵–۲۰۱۴ | رئال مادرید | ۵                  | ۰                                            | ۴٫۸                | .۴۲۷                | .۳۳۳                          | .۷۵۰             | ۱٫۲                         | .۰                                       | .۰                             | .۰                        | ۱٫۶                         | ۱٫۸                 |
| ۱۶–۲۰۱۵ | رئال مادرید | ۳۹                 | ۰                                            | ۱۲٫۹               | .۵۲۶                | .۳۹۲                          | .۷۰۸             | ۲٫۶                         | ۱٫۷                                      | .۴                             | .۳                        | ۴٫۵                         | ۵٫۹                 |
| ۱۷–۲۰۱۶ | رئال مادرید | ۴۲                 | ۱۱                                           | ۱۹٫۸               | .۴۴۱                | .۲۹۵                          | .۷۸۵             | ۴٫۴                         | ۳٫۰                                      | .۶                             | .۳                        | ۷٫۵                         | ۱۱٫۹                |
| ۱۸–۲۰۱۷ | رئال مادرید | ۳۷                 | ۲۱                                           | ۲۴٫۳               | .۴۶۲                | .۲۹۳                          | .۷۵۲             | ۵٫۷                         | ۴٫۷                                      | ۱٫۱                            | .۴                        | ۱۲٫۵                        | ۱۸٫۴                |
| عملکرد  | عملکرد      | ۱۲۳                | ۳۲                                           | ۱۸٫۳               | .۴۶۳                | .۳۱۰                          | .۷۵۴             | ۴٫۱                         | ۳٫۰                                      | .۷                             | .۳                        | ۷٫۸                         | ۱۱٫۶                |